# Bramsche
Bramsche är en stad i Landkreis Osnabrück i Niedersachsen, Tyskland. Motorvägen A1 passerar förbi Bramsche.